# Золота Нива (Магжана Жумабаєва район)
Золота Ни́ва (каз. Золотая Нива) — село у складі району Магжана Жумабаєва Північноказахстанської області Казахстану. Входить до складу Молодогвардійського сільського округу.
Населення — 264 особи (2021; 712 у 2009, 1145 у 1999, 1734 у 1989).
Національний склад станом на 1989 рік:
- росіяни — 51 %.

До 1989 року село називалось Жданово.